# Gábor Reisz
Gábor Reisz (ur. 19 stycznia 1980 w Budapeszcie) – węgierski reżyser i scenarzysta filmowy. 

## Życiorys
Ukończył filmoznawstwo na Uniwersytecie Loránda Eötvösa w Budapeszcie. Jego fabularny debiut, Sens życia oraz jego brak (2014), miał swoją premierę na MFF w Karlowych Warach. Ta niekonwencjonalna opowieść o dojrzewaniu odniosła zarówno sukces artystyczny, jak i frekwencyjny.
Kolejny film, Wytłumaczenie wszystkiego (2023), przyniósł mu nagrodę główną w sekcji „Horyzonty” na 80. MFF w Wenecji. Reisz zasiadał w jury tej sekcji rok później, na 81. MFF w Wenecji.